# Man's Calling
Man's Calling est un film muet américain réalisé par Allan Dwan et sorti en 1912.

## Synopsis
Le vieux Wallace, homme très pieux, souhaite que son fils John entre dans un monastère. Ce dernier accepte, mais, durant le voyage, il change d'avis, se fait embaucher dans une ferme et, finalement, se marie. Le vieil homme ne se doute aucunement de la situation et demeure persuadé que John est entré dans les ordres. Jusqu'au jour où celui-ci revient le voir en compagnie de sa femme et de son enfant...

## Fiche technique
- Titre : Man's Calling
- Réalisation : Allan Dwan
- Genre : Film dramatique
- Production : American Film Company
- Date de sortie :
  - États-Unis : 11 novembre 1912

## Distribution
- J. Warren Kerrigan : John Wallace
- Jessalyn Van Trump : Mrs John Wallace
- George Periolat : le vieux Wallace
- Louise Lester
- Jack Richardson